# Сталин. Жизнь одного вождя
«Сталин. Жизнь одного вождя» — биография Иосифа Сталина, написанная историком Олегом Хлевнюком. Вышла в 2015 году в издательстве Corpus. В том же году вышло второе, репринтное издание книги в научном издательстве РОССПЭН.

## История создания
В интервью порталу «ПостНаука» Хлевнюк рассказал, что написал книгу после длительного изучения истории СССР сталинского периода. По его словам, изучение документов институциональной истории часто приводило его к исследованию личности Сталина. Большое влияние на книгу оказало открытие советских архивов, давшее историкам возможность изучать прежде недоступные источники: административные материалы, «неофициальные» версии государственных документов и многое другое. На решение Хлевнюка написать биографию Сталина повлияло его желание создать современную и научную биографию, которая могла бы представить российскому читателю альтернативу и псевдоисторическим книгам, написанным как с про-, так и анти-сталинистских позиций, и качественным, но уже устаревшим с научной точки зрения биографиям.
27 ноября 2015 года на книжной ярмарке Non/fiction состоялась презентация книги.

## Содержание
По словам автора, книга сообщает читателю три основные идеи: Иосиф Сталин действительно был диктатором и самостоятельно принимал ключевые политические решения; психологическое и физиологическое состояние Сталина, его личность и история жизни оказывали большое влияние на эти решения; массовые репрессии не являлись лучшим или единственным способом выхода из социальных и экономических кризисов времени. Хлевнюк противопоставляет эти тезисы идеям сторонников неосталинизма, выражая идею о том, что сталинская политика не была необходимостью.
Повествование книги ведётся в двух временных линиях попеременно. Основная линия, которой посвящены главы, описывает собственно биографию Сталина, а дополнительная, проявляющаяся в эпизодах между главами, рассказывает о последних днях его жизни и смерти на «ближней даче». В постраничных сносках даются краткие описания и биографии людей, появляющихся в тексте. На презентации книги Хлевнюк пояснил, что, по его замыслу, описание событий последнего дня жизни Сталина помогает читателю лучше понять его личность и разные аспекты его быта.
Книга имеет сравнительно небольшой объем — автор хотел, чтобы её можно прочесть за несколько дней.

## Реакция
Литературный критик Галина Юзефович в рецензии для Meduza положительно отозвалась о книге, назвав одним из её достоинств непредвзятость автора по отношению к герою, несмотря на политизированность его образа в современной России. Кроме того, она посчитала, что наличие двух «сближающихся» сюжетных линий делает книгу «увлекательным читательским аттракционом». О книге также положительно отозвался журналист Сергей Бунтман.

## Издания
- Хлевнюк О. В. Сталин. Жизнь одного вождя. — Издание первое. — М.: АСТ, Corpus, 2015. — 464 с. — ISBN 978-5-17-087722-5.
- Хлевнюк О. В. Сталин. Жизнь одного вождя. — Издание второе, репринтное и переписанное. — М.: Российская политическая энциклопедия (РОССПЭН), 2015. — 462 с. — (История сталинизма). — ISBN 978-5-17-087722-5.